# Orazio Bassani
Pour les articles homonymes, voir Bassani.
Orazio Bassani, dit Orazio della Viola, (né à Cento dans la province de Ferrare avant 1570 et mort à Parme en 1615) était un joueur de viole de gambe et compositeur italien de la fin du XVIe et du début du XVIIe siècle.

## Biographie
Connu comme un virtuose de la viole de gambe, Orazio Bassani a été musicien à la cour des Farnese principalement à Parme, mais également à Bruxelles (v. 1585 à 1586) et à Rome (1599 à 1609). Il avait un frère violiste, Cesare Bassani, qui fut le père de Francesco Maria Bazzani, également musicien.
Il était membre de l'Accademia degli Intrepidi de Ferrare depuis 1586.